# Suspicious Minds
Suspicious Minds ist ein 1969 durch Elvis Presley bekannt gewordener Song, der zum  Millionenseller wurde.

## Entstehungsgeschichte
Mark James schrieb für B. J. Thomas die Lieder Eyes of a New York Woman und Hooked on a Feeling. Zu jener Zeit war James bei Chips Momans Musikverlag Moman Press Music Co. in Memphis als Autor unter Vertrag. James schrieb den Country-Rock-Song Suspicious Minds unter seinem richtigen Namen Francis Rodney Zambon und nahm ihn zwischen Mai und Juni 1968 mit dem Musikproduzenten Moman (Scepter Records 12221) in dessen Tonstudio American Sound Recording Studios in Memphis auf; er verkaufte hiervon nach Veröffentlichung im Juni 1968 lediglich zwölf Stück.
Der Text beruht auf eigenen Erfahrungen des Texters, der verheiratet war, aber seine verflossene Jugendliebe während der Ehe nicht vergessen konnte. Er handelt von dem die Liebe zerstörenden gegenseitigen Misstrauen. Die Feststellung „We can’t go on together with suspicious minds“ soll aussagen, dass ein Zusammenleben mit gegenseitigem Verdächtigungen nicht möglich sei. Beide Partner müssen über ihren Schatten springen und sich in die Lage des anderen einfühlen; im Text wird diese Situation als eine Falle („We’re caught in a trap“) empfunden.
Als Presley in Memphis erstmals nicht die Sun-Studios, sondern die American Sound Recording Studios buchte, suchte deren Inhaber Chips Moman nach neuem Songmaterial.  Presley sollte in der besonderen Atmosphäre der Studios einen neuen Stil entwickeln. Sein Manager Colonel Tom Parker versuchte bei Suspicious Minds wie bei fast allen von Presley gecoverten Fremdkompositionen, bei Komponist James ein Cut In zu erreichen, um Presleys Musikverlag zu platzieren. Da Presley darauf bestand, den Song aufzunehmen, und James nicht nachgab, ließ man diese Forderung fallen.
Presley übernahm vollständig das Arrangement des Originals. Die Besetzung unter dem Produzenten Felton Jarvis bestand aus Reggie Young (mit einer alten Hohlkörper-Gibson Super 400-Gitarre), John Hughey (Steelgitarre), Mike Leech und Tommy Cogbill (Bass), Bobby Wood (Piano), Bobby Emmons (Orgel), Gene Chrisman (Schlagzeug), The Memphis Horns (Bläsersektion) und einem repetitiven Chor. Die Aufnahmen begannen am 23. Januar 1969 mit Presley und dem Chor. Am 28. Februar und 18. März kamen zwölf Geigen hinzu, die Abmischung fand am 7./8. August 1969  mit der Bläsersektion bei der Niederlassung der United Recording Studios in Las Vegas statt, wo auch das Master entstand. Der Song wurde am Ende einer Nachtsession ab 4:00 Uhr begonnen und war um 8:00 Uhr nach 8 Takes fertig.
Zu jenem Aufnahmestatus besaß der Song mit dem hohen Tempo und einer treibenden Basslinie noch kein festes Outro. Es war deshalb Momans Idee, nach 3:52 Minuten Spieldauer den Song mittels Fade-out auszublenden und eine weitere Schleife durch Fade-in einzublenden, die dann zu einer Gesamtlänge von 4:31 Minuten führte. Diese Aus- und Einblendungsphase nahm 15 Sekunden in Anspruch. Damit sollte den Radiostationen bei ihrem Airplay die Option überlassen bleiben, bereits nach der ersten Ausblendung abzubrechen; die meisten spielten die Platte zu Ende. Anfangs jedoch blendeten viele Radiostationen in Unkenntnis bereits nach dem ersten Fade-out aus. Suspicious Minds wurde von Presley erstmals am 26. Juli 1969 im Las Vegas International Hotel in einem 6-Minuten-Arrangement vor begeistertem Publikum präsentiert.

## Veröffentlichung und Erfolg

Elvis Presley – Suspicious Minds (1969)

Suspicious Minds ist eine Auskopplung aus dem Album From Elvis in Memphis (US-Veröffentlichung: Mai 1969, Großbritannien: August 1969). Nach Veröffentlichung als Single am 26. August 1969 entwickelte sich Suspicious Minds / You'll Think of Me (RCA Records 47-9764) zum ersten Nummer-eins-Hit seit Good Luck Charm (März 1962), war aber auch der letzte US-Tophit für Presley – jedenfalls zu dessen Lebzeiten. Am 1. November 1969 blieb er für eine Woche auf dem ersten Rang der US-Hitparade, in Großbritannien erreichte er den zweiten Platz. Er entwickelte sich zum Millionenseller mit über zwei Millionen verkauften Platten. Bereits am 28. September 1969 erhielt Suspicious Minds die Goldene Schallplatte. Die Single erreichte in zahlreichen weiteren Ländern Rang der jeweiligen Charts: in Kanada (zwei Wochen), Belgien (vier Wochen),  Australien (drei Wochen) und Neuseeland (zwei Wochen).
In Großbritannien hatte Presley hiermit dreimal einen Hit: im November 1969, im April 2001 mit einer Live-Fassung aus dem International Hotel vom August 1970 (Rang 15) und September 2007 (Rang 11). Suspicious Minds kam 1999 in die Grammy Hall of Fame. Der Rolling Stone listete Presleys Fassung 2004 auf Rang 91 der 500 besten Songs aller Zeiten und nannte sie „Presleys Meisterwerk“. Bei der Überarbeitung der Liste 2021 stieg der Titel sogar auf Platz 70.

### Chartplatzierungen
| ChartsChartplatzierungen       | Höchstplatzierung | Wochen/ Monate |
| ------------------------------ | ----------------- | -------------- |
| Deutschland (GfK)              | 7 (18 Wo.)        | 18 Wo.         |
| Österreich (Ö3)                | 13 (3 Mt.)        | 3 Mt.          |
| Schweiz (IFPI)                 | 42 (1 Wo.)        | 1 Wo.          |
| Vereinigte Staaten (Billboard) | 1 (15 Wo.)        | 15 Wo.         |
| Vereinigtes Königreich (OCC)   | 2 (22 Wo.)        | 22 Wo.         |

| ChartsJahrescharts (1969)      | Platzierung |
| ------------------------------ | ----------- |
| Vereinigte Staaten (Billboard) | 18          |

| ChartsJahrescharts (1970) | Platzierung |
| ------------------------- | ----------- |
| Deutschland (GfK)         | 40          |

### Auszeichnungen für Musikverkäufe
| Land/Region                  | Auszeichnungen für Musikverkäufe (Land/Region, Auszeichnung, Verkäufe) | Verkäufe  |
| ---------------------------- | ---------------------------------------------------------------------- | --------- |
| Dänemark (IFPI)              | Gold                                                                   | 45.000    |
| Italien (FIMI)               | Gold                                                                   | 25.000    |
| Mexiko (AMPROFON)            | Gold                                                                   | 30.000    |
| Neuseeland (RMNZ)            | 2× Platin                                                              | 60.000    |
| Spanien (Promusicae)         | Gold                                                                   | 30.000    |
| Vereinigte Staaten (RIAA)    | Platin                                                                 | 1.000.000 |
| Vereinigtes Königreich (BPI) | 2× Platin                                                              | 1.200.000 |
| Insgesamt                    | 4× Gold · 5× Platin ·                                                  | 2.390.000 |

Hauptartikel: Elvis Presley/Auszeichnungen für Musikverkäufe

## Coverversionen
Es gibt mindestens 94 Coverversionen. Waylon Jennings & Jessi Colter veröffentlichte den Titel im Oktober 1970 als Single und sangen den Track 1976 für das Album Wanted! The Outlaws neu ein. Zu erwähnen sind weiterhin B. J. Thomas (Januar 1970), Dee Dee Warwick (April 1971), Merry Clayton (Oktober 1972), Thelma Houston (März 1980), Candi Staton (März 1982), Fine Young Cannibals (Januar 1986; Rang 8) oder Gareth Gates (LP What my Heart Wants to Say; September 2002), dessen Single-Auskopplung bis auf den ersten Rang der britischen Charts vordrang. Der als „mexikanischer Elvis“ bekannte El Vez veröffentlichte 1994 auf seinem Album Graciasland eine Umdichtung unter dem Titel Immigration Time.